# Милен Шарбанов
Милен Шарбанов е бивш български футболист, полузащитник.
Роден е на 10 август 1969 г. в Силистра. Играл е за Доростол (Силистра). Финалист за Купата на Съветската армия през 1984, трето място в Б група през 1991 г.

## Статистика по сезони
- Доростол – 1984/пр. - Б група, 2 мача/0 гола
- Доростол – 1984/85 – В група, 7/1
- Доростол – 1985/86 – Б група, 16/3
- Доростол – 1986/87 – В група, 23/3
- Доростол – 1987/88 – В група, 25/4
- Доростол – 1988/89 – В група, 27/6
- Доростол – 1989/90 – В група, 29/7
- Доростол – 1990/91 – Б група, 31/9
- Доростол – 1991/92 – Б група, 35/12
- Доростол – 1992/93 – Б група, 32/8
- Доростол – 1993/94 – Б група, 23/5
- Доростол – 1994/95 – Б група, 24/6
- Доростол – 1995/96 – В група, 26/7
- Доростол – 1996/97 – В група, 23/6
- Доростол – 1997/98 – В група, 28/9
- Доростол – 1998/99 – В група, 21/5